# 尖子藤属
尖子藤属（学名：Rhynchodia）是夹竹桃科下的一个属，为攀援状大灌木植物。该属共有8种，分布于东南亚地区。